# Acta onomastica
Acta onomastica – czeskie czasopismo językoznawcze. Jest wydawane dwa razy w roku przez Instytut Języka Czeskiego Akademii Nauk Republiki Czeskiej. Stanowi jedyne czasopismo onomastyczne wydawane na gruncie czeskim.

## Nazwy
- 1960–1982 Zpravodaj Místopisné komise ČSAV
- 1983–1992 Onomastický zpravodaj ČSAV
- 1993–1994 Onomastický zpravodaj
- od r. 1995 Acta onomastica

## Redaktorzy naczelni
- 1960–1983 Vladimír Šmilauer[2]
- 1984–1992 Miloslava Knappová[2]
- 1993–2003 Libuše Olivová-Nezbedová[2]
- od r. 2004 Milan Harvalík[2]
- od r. 2017 Pavel Štěpán[3]